# Tunisimyia convergens
Tunisimyia convergens is een vliegensoort uit de familie van de Xenasteiidae. De wetenschappelijke naam van de soort is voor het eerst geldig gepubliceerd in 2003 door Ventura & Carles-Tolra.